# Dans la țară
Dans la țară este o pictură în ulei pe pânză realizată de Auguste Renoir în 1883 și aflată în prezent la Musée d'Orsay din Paris.

## Context
Acest tablou a fost comandat în 1882 de negustorul Paul Durand-Ruel care dorea lucrări pe tema balului. A cumpărat-o în 1886, a expus-o pentru prima dată în aprilie 1883 și a păstrat-o până la moartea lui Renoir în 1919. Două picturi complementare pe aceeași temă, denumite Dans în oraș și Dans la Bougival, au fost de asemenea pictate de Renoir în același an.
Pictura, influențată de călătoria artistului în Italia în 1881, unde a găsit inspirație din lucrările lui Rafael, a marcat o evoluție a pictorului care a încercat atunci să se desprindă de impresionism.

## Descriere
Pictura descrie un cuplu dansând sub un castan: bărbatul este Paul Lhôte, un prieten al pictorului, iar femeia este Aline Charigot, care mai târziu a devenit soția pictorului. Ambele figuri sunt pictate în mărime naturală și ocupă aproape întreaga pictură. Cu toate acestea, se poate vedea o masă în fundal în dreapta și o pălărie pe pământ și niște fețe sub nivelul ringului de dans. Femeia, care ține un evantai în mâna dreaptă, afișează o față zâmbitoare și se uită spre privitor. Scena este scăldată într-o atmosferă luminoasă și veselă, iar pentru hainele femeii s-au folosit culori calde (mănuși galbene, pălărie roșie).

## Picturi complementare
Picturile complementare, Dans în oraș și Dans la Bougival, înfățișează și ele un cuplu dansând.

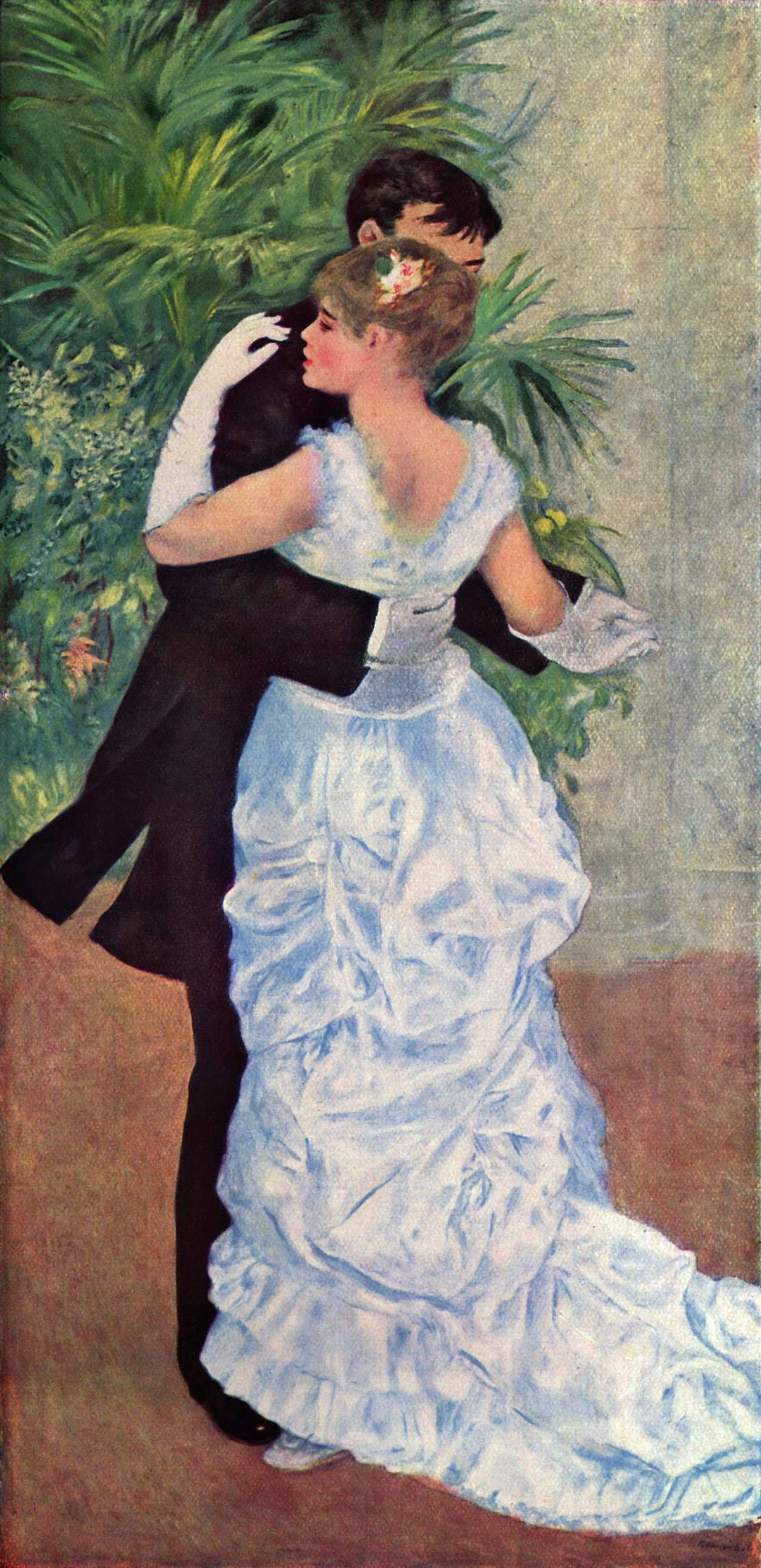
Dans în oraș, 1883
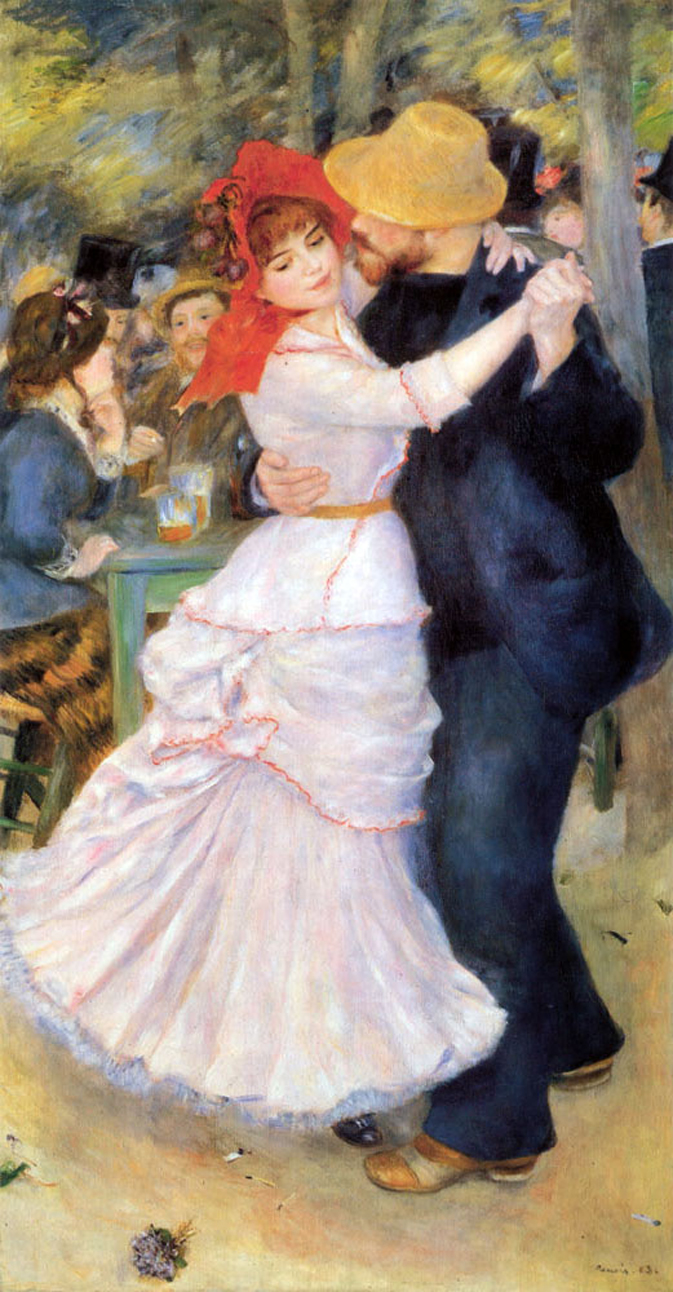
Dans la Bougival, 1883
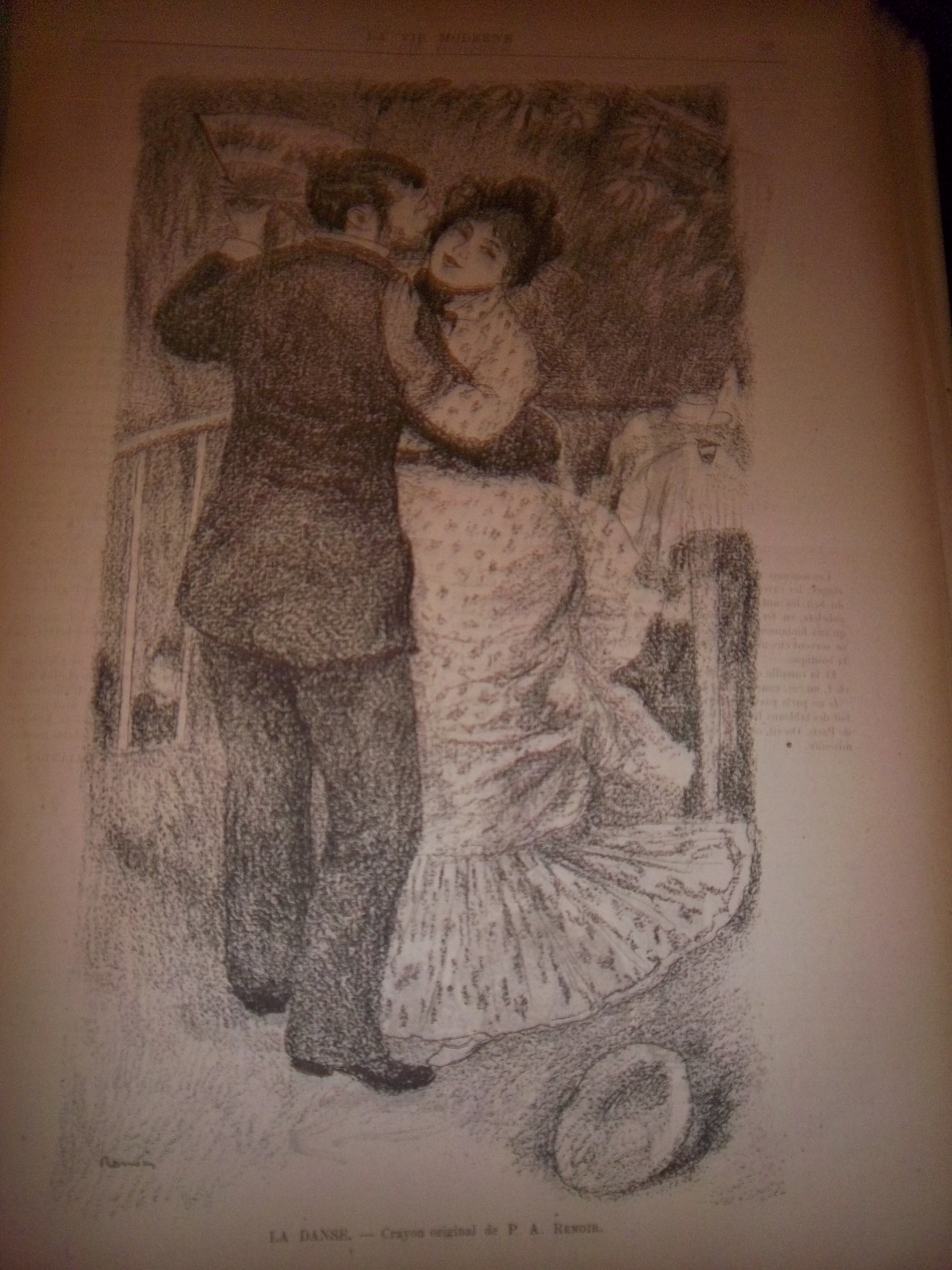
Renoir Original 1884 - Dansul